# Chapeno (Texas)
Chapeño es un lugar designado por el censo ubicado en el condado de Starr en el estado estadounidense de Texas. En el Censo de 2010 tenía una población de 47 habitantes y una densidad poblacional de 226,84 personas por km².

## Toponimia
Chapeño toma su nombre del pueblo fundado por la familia vasca Zavaleta en Tamaulipas, actual Tejas. La palabra chapeño deriva del apellido Chapa y el sufijo español -eño que denota procedencia, y el nombre con que se denominó a un rancho de su propiedad al norte de México. Por lo cual chapeño significa: procedente o que le pertenece a Chapa.

## Geografía
Chapeño se encuentra ubicado en las coordenadas 26°33′3″N 99°8′2″O / 26.55083, -99.13389. Según la Oficina del Censo de los Estados Unidos, Chapeño tiene una superficie total de 0.21 km², de la cual 0.21 km² corresponden a tierra firme y 0 km² (0 %) es agua.

## Demografía
Según el censo de 2010, había 47 personas residiendo en Chapeño. La densidad de población era de 226,84 hab./km². De los 47 habitantes, Chapeño estaba compuesto por el 100 % blancos, el 0 % eran afroamericanos, el 0 % eran amerindios, el 0 % eran asiáticos, el 0 % eran isleños del Pacífico, el 0 % eran de otras razas y el 0 % pertenecían a dos o más razas. Del total de la población el 97.87 % eran hispanos o latinos de cualquier raza.